# Alexander Nunner
Alois Alexander S. Nunner (* 2. Februar 1985 in Graz) ist ein ehemaliger österreichischer Basketballspieler.

## Laufbahn
Nunner durchlief das Nachwuchsmodell Kapfenberg, und schaffte den Sprung in den Bundesliga-Kader der Steirer. Im Laufe der Saison 2004/05 wechselte er innerhalb der Bundesliga zu den BSC Raiffeisen Fürstenfeld Panthers.
2005 nahm der 1,90 Meter große Aufbauspieler ein Betriebswirtschaftsstudium an der Monmouth University in den Vereinigten Staaten auf und spielte für die Basketballmannschaft der im Bundesstaat New Jersey gelegenen Hochschule. Bis 2009 bestritt er 114 Spiele für die Mannschaft und erzielte pro Partie im Durchschnitt 4,9 Punkte sowie 2,3 Rebounds. Im Laufe seiner Zeit an der Uni wurde er Monmouths Mannschaftskapitän.
2009 kehrte Nunner, der während seiner Laufbahn auch für Nationalmannschaft seines Heimatlandes spielte, nach Österreich und nach Fürstenfeld zurück. Für die Steirer lief er während des Spieljahres 2009/10 in 36 Partien der Bundesliga auf und erreichte auf dem Weg zur Vizemeisterschaft einen Mittelwert von 2,3 Punkten je Begegnung. In der Saison 2010/11 verstärkte er die Güssing Knights und verbuchte in 31 Bundesliga-Einsätzen im Schnitt 6,6 Punkte sowie 2,3 Korbvorlagen und zwei Rebounds. 2011 endete seine Leistungssportkarriere, Nunner hatte bereits während seiner letzten Bundesligasaison in Güssing beruflich im Bereich erneuerbare Energien Fuß gefasst und blieb in dieser Branche. 2011 zog er in die Vereinigten Staaten, wo er in der Zweigstelle eines österreichischen Unternehmens arbeitete.